# トーラス結び目

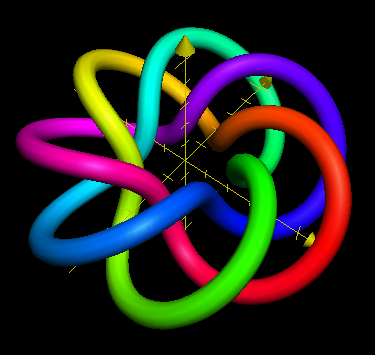
(3,7)型トーラス結び目の立体的な図。

トーラス結び目（トーラスむすびめ、Torus knot）または輪環結び目（りんかんむすびめ）とは、位相幾何学の一分野である結び目理論において、トーラス面上にぴったりと貼り付けられるような結び目のこと。絡み目の場合はトーラス絡み目（トーラスからみめ、Torus link）という。

## （p,q）型トーラス結び目

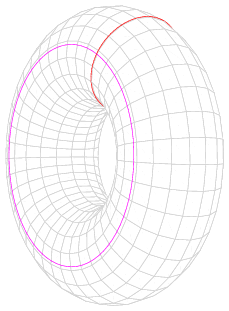
赤色の線がメリディアン、桃色の線がロンジチュード

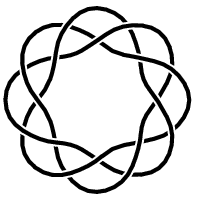
（3,8）型トーラス結び目の射影図。

p , q を互いに素または片方が0でもう片方が±1の整数としたとき、トーラス結び目の標準形として(p , q)型のトーラス結び目というものが定義できる。
3次元ユークリッド空間 R3 または3次元球面 S3  内の自明なトーラス（中心曲線が自明な結び目となっているトーラス）を考え、メリディアンとロンジチュードに向きを与えておく（中心曲線・メリディアン・ロンジチュードの定義はトーラス#ドーナツ型を参照）。
このとき、トーラス上のある1点から出発して、トーラス上をメリディアンの方向に p 回、ロンジチュード方向に q 回だけまわって元に点に戻ってくるような閉曲線を(p , q)型のトーラス結び目という。ただし、p , q が負のときは、最初に向きをつけたメリディアン・ロンジチュードとは逆向きにまわることにする。もし向きをつけてトーラス結び目を考える場合は、このとき点を移動させた方向に沿って向きをつけることにする。
(p , q)型のトーラス結び目は、そのトーラスのメリディアンと |q| 個の交点を持ち、ロンジチュードと|p|個の交点を持つことになる。また、特に q = 2であるようなトーラス結び目（絡み目）は、初等トーラス結び目（絡み目）という。
(p , q)型のトーラス結び目・絡み目には他にも以下のような定義の方法がある。
p , q が互いに素でない場合は、それらの最大公約数 k と、互いに素な整数 p′ , q′ を使って、p = k p′ , q = k q′ と表せるので、始点を k 個取ってそれぞれからメリディアンの方向に p′ 回、ロンジチュード方向に q′ 回だけまわって元の点に戻ってくるような閉曲線を交わらないようにかけば、それらはトーラス上での k 成分の絡み目となる。これを(p , q)型のトーラス絡み目といい、各成分は(p′ , q′)型のトーラス結び目となる。

### ねじった円柱による定義
円柱を用意し、底面の円周を q 等分するような q 個の点をとる。それぞれの点から側面に沿って垂直に上へ線分を引き、上面の円周とぶつかったところにも点をとる（合計で2q 個の点があることになる）。ここで、この円柱に対し、底面と上面の中心同士を結ぶ線分を軸として 2πp/q （rad）だけのねじれを与える。ねじれを与えたことにより、さきほど底面の円周から上面の円周へ垂直に引いた線分は、円柱の側面を 2πp/q （rad）だけ回転しながら底面の円周と上面の円周を結んでいることになる。この状態で円柱を曲げて底面と上面を q 個ずつの点同士が重なるように貼りあわせて同一視すると、円柱はトーラスになる(ただしこのときトーラスの中心曲線が自明な結び目になるようにする)。さきほど引いた線分は、底面と上面を貼り合せたことによって端点同士が繋がり、トーラス上で絡み目となっている。これを(p , q)型のトーラス絡み目と定義する。

### 組み紐による定義
以下の語の組み紐で表された絡み目として(p , q)型のトーラス結び目（絡み目）を定義することもできる。
{\displaystyle (\sigma _{1}\sigma _{2}\cdots \sigma _{p-1})^{q}\,}
この語で表された p 本の組み紐は、1番目の紐がほかの紐の手前を通って p 番目に繋がり、ほかの紐はさきほどの紐の奥を通って1つだけ番号の小さい紐のところへ繋がるという交差のパターンを q 回だけ繰り返すというもので、手前側を通る紐がトーラスの上側に貼りついており、奥を通る紐がトーラスの下側に貼り付いていると考えれば、最初に述べた意味での(p , q)型トーラス結び目（絡み目）と同じものになることがわかる。

### 平滑化による定義
最初に述べた定義のときのように標準的なトーラスに向き付けたメリディアンとロンジチュードを用意しておく。
ここで、トーラス上にメリディアンと平行な |p| 本の閉曲線を引き、 p が正ならメリディアンと同じ向きを、負なら逆の向きを与える。同様にして、ロンジチュードと平行な |q| 本の閉曲線を引き、 q が正ならロンジチュードと同じ向きを、負なら逆の向きを与える。こうするとトーラス上に |p| + |q| 本の有向閉曲線があり、|pq| 個の交点があることになる。それらの交点は下図の図1のようになっているので、それを図2のような形に置き換えることによって交点をすべて解消する。この操作を平滑化(smoothing)という。平滑化を行ったあとの曲線は絡み目となるので、これを（p , q)型トーラス絡み目と定義する。

図1（平滑化前）
図2（平滑化後）

### 座標による直接的な定義
p , q は互いに素とする。3次元ユークリッド空間 R3で円柱座標(r,θ,z)を使うとき、媒介変数 t (0≦t≦1)を使って
{\displaystyle r=1+{\frac {1}{2}}\cos {2\pi pt}\,}

{\displaystyle \theta =2\pi qt\,}

{\displaystyle z={\frac {1}{2}}\sin {2\pi pt}\,}
と表示される曲線を（p , q）型のトーラス結び目とする。

## トーラス結び目の性質
基本的な性質として、以下が成り立つ。

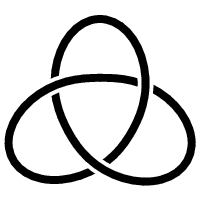
三葉結び目は（2,3）型のトーラス結び目でもある。

- (p , ±1)型、（±1 , q）型のトーラス結び目は自明な結び目である。特に（±1 , 0）型はトーラスのメリディアン、（0,±1）型はロンジチュードとなる。
- (p , q)型トーラス結び目と（q , p）型トーラス結び目は等しい。
- （-p , q）型または（p , -q）型のトーラス結び目は（p , q）型の鏡像である。
- トーラス結び目は可逆である。

また、以下の公式が知られている（以下では p , q は非負とする）。
(p , q)型トーラス結び目の交点数 c は、
{\displaystyle c=min\{p(q-1),q(p-1)\}\,}
(p , q)型トーラス結び目の橋指数 br は、
{\displaystyle br=min\{p,q\}\,}
(p , q)型トーラス結び目の組み紐指数 b は、
{\displaystyle b=min\{p,q\}\,}
(p , q)型トーラス結び目の結び目解消数 u は、
{\displaystyle u={\frac {1}{2}}(p-1)(q-1)\,}
(p , q)型トーラス結び目の種数 g は、
{\displaystyle g={\frac {1}{2}}(p-1)(q-1)\,}
(p , q)型トーラス結び目のジョーンズ多項式 f(t) は、
{\displaystyle f(t)=t^{{\frac {1}{2}}(p-1)(q-1)}{\frac {1-t^{p+1}-t^{q+1}+t^{p+q}}{1-t^{2}}}\,}
(p , q)型トーラス結び目のアレクサンダー多項式 f(t) は、
{\displaystyle f(t)={\frac {(1-t)(1-t^{pq})}{(1-t^{p})(1-t^{q})}}\,}
(p , q)型トーラス結び目の基本群 π (K)は、
{\displaystyle \pi (K)=\{a,b|a^{p}=b^{q}\}\,}

## 自明でないトーラスでのトーラス結び目

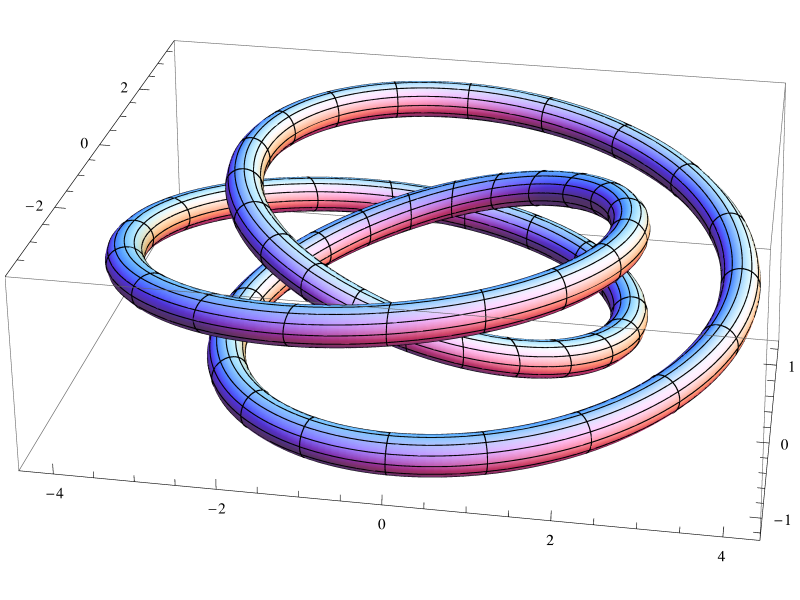
三葉結び目状のトーラス。この上でトーラス結び目のようなものを考えることもできる。

3次元空間において自明でない結び目状になっているトーラスを考える場合も、メリディアンは通常のトーラスと同様に定義できる。ロンジチュードについては、メリディアンと垂直な方向にトーラス面上を一周するような同位でない複数の閉曲線のうち、トーラスの中心曲線との絡み数が0になるようなもの、あるいは中心曲線のザイフェルト曲面とトーラスの共通部分となっているものをロンジチュードとして採用することにする（どちらで定義しても同値である）。
このようにすると、自明でない結び目状になっているトーラスにおいても(p , q)型トーラス結び目（絡み目）に相当するものを考えることができる。ただし、それは通常のトーラスでの同じ型のトーラス結び目とは異なるものとなる。
これはケーブル結び目と呼ばれる。